# Ignacio Prado Juárez
Ignacio de Jesús Prado Juárez (León, 21 de setembre de 1993) és un ciclista mexicà, que combina el ciclisme en carretera amb la pista. Professional des del 2017, actualment corre a l'equip Canel's-ZeroUno.
En el seu palmarès destaquen dos campionats nacionals en ruta i tres en contrarellotge, així com tres campionats panamericans en pista. El 2016 va prendre part als Jocs Olímpics d'Estiu de Rio de Janeiro, on fou quinzè en la prova d'òmnium del programa de ciclisme en pista. Aquell mateix any guanyà la medalla de plata en la prova de scratch del Campionat del Món en pista.

## Palmarès en carretera
- 2012
  - Vencedor d'una etapa de la Ruta del Centro
- 2014
  -  Campió de Mèxic sub-23 en contrarellotge
  - Vencedor d'una etapa de la Volta a Mèxic
- 2015
  - Campió panamericà sub-23 en contrarellotge
  -  Campió de Mèxic en ruta
  -  Campió de Mèxic sub-23 en ruta
  -  Campió de Mèxic sub-23 en contrarellotge
  - 1r a la Volta a Michoacán i vencedor d'una etapa
  - Vencedor d'una etapa de la Tucson Bicycle Classic
  - Vencedor d'una etapa de la Volta a Mèxic
- 2017
  -  Campió de Mèxic en contrarellotge
- 2018
  - Vencedor d'una etapa de la Volta a Michoacán
- 2019
  -  Campió de Mèxic en ruta
- 2020
  -  Campió de Mèxic en contrarellotge
- 2021
  -  Campió de Mèxic en contrarellotge
- 2022
  - Vencedor d'una etapa de la Volta a l'Equador
- 2023
  - Vencedor d'una etapa al Tour de Gila

## Palmarès en pista
- 2015
  - Campió panamericà en scratch
- 2017
  - Campió panamericà en Òmnium
- 2019
  - Campió panamericà en Madison